# Bogd Khan
El Bogd Khan (mongol: Богд хаан, 1869-1924) fue el único kan de Mongolia tras la declaración de independencia de la dinastía Qing el 29 de diciembre de 1911. También fue el líder espiritual del budismo tibetano en Mongolia siendo la octava reencarnación de Jebtsundamba Kutuktu. Durante los primeros años de su reinado se instauró en Mongolia una teocracia parlamentaria.
Nació en 1869, en el pueblo de Lithang (Tíbet). Su nombre de nacimiento era Agvaanl Uvsanchoijinyam Danzan Vanchüg. Tras la declaración de independencia, las tropas de la República de China invadieron Mongolia en 1919 y fue puesto bajo arresto domiciliario. Sin embargo, en 1921 fue liberado por el barón ruso Roman Ungern von Sternberg quien pretendía apoderarse del Asia Central, pero las fuerzas de Sukhe Bator repelen a Ungern von Sternberg, proclaman por segunda vez la independencia e instauran una revolución comunista teniendo al Bogd Khan como una figura simbólica y con poderes limitados, mientras que el gobierno recaería en los primeros ministros provenientes de las filas del nuevo Partido Revolucionario del Pueblo Mongol.
El Bogd Khan reinaría hasta 1924 cuando falleció. Posteriormente el gobierno comunista declaró que no existían más reencarnaciones de Jebtsundamba Khutuktu y se estableció la República Popular de Mongolia.
A pesar de ser un lama tuvo una reina, llamada Dondogulam, conocida como Ekh Dagina (Madre Dakini). Falleció en 1924.
El Palacio de invierno del Bogd Khan ha sido preservado y es una atracción turística en Ulan Bator.